# コジモ2世
コジモ2世・デ・メディチ（Cosimo II de' Medici, 1590年5月12日 - 1621年2月28日）は、メディチ家の第4代トスカーナ大公（在位：1609年 - 1621年）。第3代大公フェルディナンド1世・デ・メディチとクリスティーナ・ディ・ロレーナとの長男。

## 生涯
父の死を受けて19歳で大公に即位。ハプスブルク家のオーストリア大公カール2世 （神聖ローマ皇帝フェルディナント1世の三男。皇帝フェルディンナント2世の父）の娘マリーア・マッダレーナ・ダウストリアと1608年10月19日に結婚した。
コジモは温厚で教養豊かな人物であり、ガリレオ・ガリレイの最初のパトロンとなるなど、メディチ家の伝統である文化・学術の振興には尽力している。しかし、病弱な上、君主としての資質には乏しく、母クリスティーナや妃のマリアが国政に大きな力を振るった。彼の治世の間、国内の商工業は停滞し、トスカーナ大公国は徐々に衰退していった。
1621年、コジモは31歳で没し、長男のフェルディナンドが後を継いだ。

## 子女
| 名前                   | 伊語名         | 生年月日        | 死去           | 備考 |
| ---------------------- | -------------- | --------------- | -------------- | --- |
| マリア・クリスティーナ | Maria Cristina | 1609年8月24日 - | 1632年8月9日   | |
| フェルディナンド       | Ferdinando     | 1610年7月14日   | 1670年3月23日  | ウルビーノ公フランチェスコ・ウバルド・デッラ・ローヴェレ（Francesco Ubaldo della Rovere）の娘ヴィットーリア・デッラ・ローヴェレ（1622年 - 1694年）と結婚。 |
| ジャンカルロ           | Giancarlo      | 1611年7月24日   | 1663年1月23日  | 1644年に枢機卿に選出。 |
| マルゲリータ           | Margherita     | 1612年5月31日   | 1679年2月6日   | 1628年10月11日に、パルマ公オドアルド1世・ファルネーゼ（1612年 - 1646年）と結婚。                                                                           |
| マッテーオ             | Matteo         | 1613年4月9日    | 1617年10月14日 | |
| フランチェスコ         | Francesco      | 1614年10月16日  | 1634年7月25日  | |
| アンナ                 | Anna           | 1616年7月21日   | 1676年9月11日  | 1646年6月10日オーストリア大公フェルディナント・カール（1628年 - 1672年）と結婚。                                                                           |
| レオポルド             | Leopoldo       | 1617年11月6日   | 1675年11月10日 | 1667年に枢機卿に選出。 |